# Epitola katerae
Epitola katerae är en fjärilsart som beskrevs av Jackson 1962. Epitola katerae ingår i släktet Epitola och familjen juvelvingar. Inga underarter finns listade i Catalogue of Life.